# Glyptonotobdella antarctica
Glyptonotobdella antarctica is een ringworm uit de familie van de Piscicolidae. De wetenschappelijke naam van de soort is voor het eerst geldig gepubliceerd in 1969 door Sawyer & White.